# گارفیلد (تگزاس)
گارفیلد (به انگلیسی: Garfield) یک منطقهٔ مسکونی در ایالات متحده آمریکا است که در شهرستان تراویس، تگزاس واقع شده‌است. گارفیلد ۳۱٫۶ کیلومتر مربع مساحت و ۱٬۶۹۸ نفر جمعیت دارد و ۱۴۶ متر بالاتر از سطح دریا واقع شده‌است.